# Wahl zur Verfassungsgebenden Waldeck-Pyrmonter Landesvertretung
Die Wahl zur Verfassungsgebenden Waldeck-Pyrmonter Landesvertretung fand am 9. März 1919 statt.

## Vorgeschichte und Wahlrecht
Im Rahmen der Novemberrevolution wurde Fürst Friedrich abgesetzt und Waldeck-Pyrmont zum Freistaat erklärt. Damit ergab sich die Notwendigkeit, ein neues Landtagswahlrecht zu schaffen. Am 14. Februar 1919 wurde die neue Wahlordnung veröffentlicht. Der Landtag, nun Verfassungsgebende Waldeck-Pyrmonter Landesvertretung genannt, sollte in zwei Wahlkreisen (Waldeck und Pyrmont) gewählt werden. Er bestand aus 21 Abgeordneten (17 aus Waldeck, 4 aus Pyrmont). Gewählt wurde im Verhältniswahlrecht in direkter und geheimer Wahl. Das Frauenwahlrecht wurde erstmals in Waldeck eingeführt. Die Wahlordnung orientierte sich am Preußischen Landtagswahlgesetz und verwies darauf.

## Kandidaten
Die Kandidaten der Parteien waren im Wahlkreis Waldeck (vordere Listenplätze)
- DVP
  1. Oskar Varnhagen, Rechtsanwalt, Korbach
  2. Friedrich Boettcher, Mengeringhausen
  3. Karl Kliffmüller, Lehrer, Bad Wildungen
  4. Heinrich Böttchert, Landwirt, Bergheim

- DDP
  1. Paul Winkhaus, Arzt, Bad Wildungen
  2. Heinrich Küttler, Kupferschmiedemeister, Korbach
  3. Christian Stremme, Landwirt, Willingen
  4. Otto Hufnagel, Lehrer, Arolsen
  5. Jakob Euler, Lehrer, Berndorf
  6. Louis Ulrich, Bürgermeister und Landwirt, Frebershausen

Auf Platz 9 folgte als erste Frau Antonie Pflücker aus Arolsen
- Waldeckischer Volksbund
  1. Karl Rabe, Lehrer, Rattlar
  2. Karl Reins, Landwirt, Wrexen
  3. Curt Beyer
  4. Wilhelm Schmidt, Schreiner, Rhena

- Zentrum
  1. Dechant Franz Ellendorf, Arolsen

Im Wahlkreis Pyrmont waren nur 4 Mandate zu vergeben. Daher wurde eine Listenverbindung von DDP, DVP und DNVP diskutiert. Die DDP entschied sich gegen eine Listenverbindung, so dass nur DVP und DNVP verbunden auftraten. Im Ergebnis koste dies die bürgerlichen Parteien ein Mandat und führte dazu, dass die SPD zwei Pyrmonter Mandate erhielt. 

## Wahlergebnis
| Partei                  | Stimmen Waldeck | Stimmen Pyrmont | Zusammen in % | Sitze (Mandate Waldeck) |
| ----------------------- | --------------- | --------------- | ------------- | ----------------------- |
| SPD                     | 6436            | 1660            | 30,4 %        | 7 Sitze (5)             |
| DNVP                    | 5252            | 996             | 23,2 %        | 6 Sitze (5)             |
| DDP                     | 4613            | 1133            | 21,2 %        | 4 Sitze (3)             |
| Waldeckischer Volksbund | 3663            | 0               | 13,6 %        | 3 Sitze (3)             |
| DVP                     | 1930            | 436             | 7,1 %         | 1 Sitz (1)              |
| Zentrum                 | 768             | 0               | 2,85 %        | ./.                     |
| Liste Garschagen        | 436             | 1,62 %          | ./.           |                         |

Für die gewählten Abgeordneten siehe die Liste der Mitglieder der Verfassungsgebenden Waldeck-Pyrmonter Landesvertretung.
Am 8. April 1919 trat die Verfassungsgebende Waldeck-Pyrmonter Landesvertretung erstmals zusammen.